# تاداشي مايدا (رجل أعمال)
تاداشي مايدا (باليابانية: 前田匡史؛ بالكانا: まえだ ただし) هو شخصية أعمال ياباني، ولد في 25 ديسمبر 1957.